# Bad Romance

Lady Gaga zingt Bad Romance bij de Today Show van NBC

Bad Romance is een electropopnummer van zangeres Lady Gaga. Het nummer werd op 19 oktober 2009 uitgebracht als eerste single van het tweede studioalbum The Fame Monster.

## Achtergrondinformatie
Voor de release, circuleerde een demoversie van het nummer op het internet. Gaga reageerde op het lek door te zeggen dat deze versie een slechte versie is en dat men moest wachten op de echte versie. Een gedeelte van het nummer werd uitgevoerd tijdens de Saturday Night Live uitzending op 3 oktober, waar zij ook Poker Face en LoveGame speelde. Bad Romance ging tijdens de eindshow van modeontwerper Alexander McQueens collectie in Parijs in première.

## Videoclip
De opnames voor de videoclip van Bad Romance gingen op 16 oktober van start in Los Angeles, Californië. Laurieann Gibson kreeg opnieuw de taak als choreograaf, nadat ze dit ook voor de videoclips van LoveGame en Paparazzi had gedaan. Op 10 november kwam de videoclip officieel uit. Hij zou oorspronkelijk op 9 november uitkomen maar dat werd door onbekende reden verschoven naar dinsdag 10 november.
De video vertelt hoe Gaga eerst door twee modellen wordt dronken gevoerd om daarna te worden doorverkocht aan de Russische maffia. Op de ondergrondse veiling moet ze halfnaakt optreden zodat de Russische maffiosi kunnen schatten hoeveel Gaga waard is. Wat in deze scène opvalt is dat men een bod uitvoert via een wii-controller, waardoor men dus reclame maakt voor Nintendo. Gaga draagt veel verschillende pakjes in de clip, waaronder een lange bontjas met aan het uiteinde het hoofd van een ijsbeer. Met deze outfit stapt ze naar de maffioso die het meeste geld heeft geboden om uiteindelijk haar lichaam aan hem cadeau te doen. Een pikante bedscène komt er echter niet, want op het einde van de clip gaat het bed in vlammen op. Daarna zie je Gaga (met vuurspuwende BH) naast het skelet van de maffioso op een verbrand bed liggen.
Naast Nintendo wordt er in de clip ook reclame gemaakt voor Parrot by Starck (speaker voor iPod), Nemiroff (wodka), Carrera (merk van zonnebrillen, Heartbeats by Lady Gaga en Dr. Dre (oortjes) en Envy 15 Beats Laptops.

## Prijzen en nominaties
| Jaar | Organisatie            | Award                             | Resultaat   |
| 2010 |                        |                                   |             |
| ---- | ---------------------- | --------------------------------- | ----------- |
| 2010 | MTV Video Music Awards | Video of the year                 | Gewonnen    |
| 2010 | MTV Video Music Awards | Best Female Video                 | Gewonnen    |
| 2010 | MTV Video Music Awards | Best Pop Video                    | Gewonnen    |
| 2010 | MTV Video Music Awards | Best Dance Music Video            | Gewonnen    |
| 2010 | MTV Video Music Awards | Best Direction                    | Gewonnen    |
| 2010 | MTV Video Music Awards | Best Choreography                 | Gewonnen    |
| 2010 | MTV Video Music Awards | Best Editing                      | Gewonnen    |
| 2010 | MTV Video Music Awards | Best Art Direction                | Genomineerd |
| 2010 | MTV Video Music Awards | Best Cinematography               | Genomineerd |
| 2010 | Grammy Awards          | Best Female Pop Vocal Performance | Gewonnen    |
| 2010 | Grammy Awards          | Best Shot From Music Video        | Gewonnen    |

## YouTube
De clip werd midden april 2010 de tot dan toe meest bekeken video op YouTube. Daarmee versloeg Lady Gaga het filmpje  Charlie bit my finger – again! waarin een baby in de vinger van een ander kind bijt.

## Promotie
Gaga zong het nummer vaak. Zo zong ze het tijdens de tv-serie The X Factor terwijl ze in een bad zat. Vervolgens speelde ze een stukje op de piano in de vorm van een toilet. Ze zong het ook tijdens Ellen DeGeneres en bij de uitreiking van American Music Awards. Tijdens dit laatste optreden zong ze een stukje van Bad Romance en vervolgens kroop ze achter haar piano om Speechless te zingen. Tijdens Saturday Night Live zong ze eerst de intro van Love Game om vervolgens achter de piano Bad Romance te zingen. Het nummer was ook te horen tijdens The Monster Ball Tour (versie theatertournee) – het was het laatste nummer van het concert.
Twee jaar nadat het was uitgebracht, zong Gaga het nummer nog steeds op sommige optredens. Zo zong ze het tijdens A Very Gaga Thanksgiving (24 november 2011) en ook op 15 oktober 2011 tijdens het Decade of Difference Concert, met Bill Clinton als gastheer. Daarom noemde ze het liedje A Clinton Romance. Ook in de zomer van 2011 zong ze het nummer tijdens Good Morning America.

## Hitlijsten
Het nummer debuteerde voor de wereldwijde première in week 43 op de 25ste positie in de Nederlandse tipparade. Na de downloadrelease debuteerde het nummer in de Canada, het Verenigd Koninkrijk en in de Verenigde Staten in de top twintig. Het heeft in haar derde week de eerste positie in Canada weten bemachtigen, en bereikte vooralsnog de tweede positie in de Amerikaanse Billboard Hot 100 en de eerste positie in de Britse UK Singles Chart.

## Hitnoteringen

### Nederlandse Top 40
| Hitnotering: 28-11-2009 t/m 20-03-2010 | Hitnotering: 28-11-2009 t/m 20-03-2010 | Hitnotering: 28-11-2009 t/m 20-03-2010 | Hitnotering: 28-11-2009 t/m 20-03-2010 | Hitnotering: 28-11-2009 t/m 20-03-2010 | Hitnotering: 28-11-2009 t/m 20-03-2010 | Hitnotering: 28-11-2009 t/m 20-03-2010 | Hitnotering: 28-11-2009 t/m 20-03-2010 | Hitnotering: 28-11-2009 t/m 20-03-2010 | Hitnotering: 28-11-2009 t/m 20-03-2010 | Hitnotering: 28-11-2009 t/m 20-03-2010 | Hitnotering: 28-11-2009 t/m 20-03-2010 | Hitnotering: 28-11-2009 t/m 20-03-2010 | Hitnotering: 28-11-2009 t/m 20-03-2010 | Hitnotering: 28-11-2009 t/m 20-03-2010 | Hitnotering: 28-11-2009 t/m 20-03-2010 | Hitnotering: 28-11-2009 t/m 20-03-2010 | Hitnotering: 28-11-2009 t/m 20-03-2010 | Hitnotering: 28-11-2009 t/m 20-03-2010 |
| Week                                   | 1                                      | 2                                      | 3                                      | 4                                      | 5                                      | 6                                      | 7                                      | 8                                      | 9                                      | 10                                     | 11                                     | 12                                     | 13                                     | 14                                     | 15                                     | 16                                     | 17                                     |                                        |
| -------------------------------------- | -------------------------------------- | -------------------------------------- | -------------------------------------- | -------------------------------------- | -------------------------------------- | -------------------------------------- | -------------------------------------- | -------------------------------------- | -------------------------------------- | -------------------------------------- | -------------------------------------- | -------------------------------------- | -------------------------------------- | -------------------------------------- | -------------------------------------- | -------------------------------------- | -------------------------------------- | -------------------------------------- |
| Nummer                                 | 27                                     | 19                                     | 14                                     | 11                                     | 11                                     | 11                                     | 11                                     | 10                                     | 12                                     | 13                                     | 13                                     | 14                                     | 15                                     | 18                                     | 20                                     | 34                                     | 40                                     | uit                                    |

### NederlandseSingle Top 100
| Hitnotering: 28-11-2009 t/m 03-04-2010 | Hitnotering: 28-11-2009 t/m 03-04-2010 | Hitnotering: 28-11-2009 t/m 03-04-2010 | Hitnotering: 28-11-2009 t/m 03-04-2010 | Hitnotering: 28-11-2009 t/m 03-04-2010 | Hitnotering: 28-11-2009 t/m 03-04-2010 | Hitnotering: 28-11-2009 t/m 03-04-2010 | Hitnotering: 28-11-2009 t/m 03-04-2010 | Hitnotering: 28-11-2009 t/m 03-04-2010 | Hitnotering: 28-11-2009 t/m 03-04-2010 | Hitnotering: 28-11-2009 t/m 03-04-2010 | Hitnotering: 28-11-2009 t/m 03-04-2010 | Hitnotering: 28-11-2009 t/m 03-04-2010 | Hitnotering: 28-11-2009 t/m 03-04-2010 | Hitnotering: 28-11-2009 t/m 03-04-2010 | Hitnotering: 28-11-2009 t/m 03-04-2010 | Hitnotering: 28-11-2009 t/m 03-04-2010 | Hitnotering: 28-11-2009 t/m 03-04-2010 | Hitnotering: 28-11-2009 t/m 03-04-2010 | Hitnotering: 28-11-2009 t/m 03-04-2010 | Hitnotering: 28-11-2009 t/m 03-04-2010 | Hitnotering: 28-11-2009 t/m 03-04-2010 |
| Week                                   | 1                                      | 2                                      | 3                                      | 4                                      | 5                                      | 6                                      | 7                                      | 8                                      | 9                                      | 10                                     | 11                                     | 12                                     | 13                                     | 14                                     | 15                                     | 16                                     | 17                                     | 18                                     | 19                                     | 20                                     |                                        |
| -------------------------------------- | -------------------------------------- | -------------------------------------- | -------------------------------------- | -------------------------------------- | -------------------------------------- | -------------------------------------- | -------------------------------------- | -------------------------------------- | -------------------------------------- | -------------------------------------- | -------------------------------------- | -------------------------------------- | -------------------------------------- | -------------------------------------- | -------------------------------------- | -------------------------------------- | -------------------------------------- | -------------------------------------- | -------------------------------------- | -------------------------------------- | -------------------------------------- |
| Nummer                                 | 16                                     | 9                                      | 8                                      | 18                                     | 14                                     | 15                                     | 13                                     | 7                                      | 8                                      | 13                                     | 11                                     | 9                                      | 15                                     | 17                                     | 16                                     | 29                                     | 39                                     | 31                                     | 46                                     | 57                                     | uit                                    |

### VlaamseUltratop 50
| Hitnotering: Week 1 t/m 23) 14-11-2009 t/m 17-04-2010 Hitnotering: (Week 24 t/m 25) 01-05-2010 t/m 08-05-2010 Hitnotering: (Week 26 t/m 27) 22-05-2010 t/m 29-05-2010 Hitnotering (Week 28) 19-06-2010 | Hitnotering: Week 1 t/m 23) 14-11-2009 t/m 17-04-2010 Hitnotering: (Week 24 t/m 25) 01-05-2010 t/m 08-05-2010 Hitnotering: (Week 26 t/m 27) 22-05-2010 t/m 29-05-2010 Hitnotering (Week 28) 19-06-2010 | Hitnotering: Week 1 t/m 23) 14-11-2009 t/m 17-04-2010 Hitnotering: (Week 24 t/m 25) 01-05-2010 t/m 08-05-2010 Hitnotering: (Week 26 t/m 27) 22-05-2010 t/m 29-05-2010 Hitnotering (Week 28) 19-06-2010 | Hitnotering: Week 1 t/m 23) 14-11-2009 t/m 17-04-2010 Hitnotering: (Week 24 t/m 25) 01-05-2010 t/m 08-05-2010 Hitnotering: (Week 26 t/m 27) 22-05-2010 t/m 29-05-2010 Hitnotering (Week 28) 19-06-2010 | Hitnotering: Week 1 t/m 23) 14-11-2009 t/m 17-04-2010 Hitnotering: (Week 24 t/m 25) 01-05-2010 t/m 08-05-2010 Hitnotering: (Week 26 t/m 27) 22-05-2010 t/m 29-05-2010 Hitnotering (Week 28) 19-06-2010 | Hitnotering: Week 1 t/m 23) 14-11-2009 t/m 17-04-2010 Hitnotering: (Week 24 t/m 25) 01-05-2010 t/m 08-05-2010 Hitnotering: (Week 26 t/m 27) 22-05-2010 t/m 29-05-2010 Hitnotering (Week 28) 19-06-2010 | Hitnotering: Week 1 t/m 23) 14-11-2009 t/m 17-04-2010 Hitnotering: (Week 24 t/m 25) 01-05-2010 t/m 08-05-2010 Hitnotering: (Week 26 t/m 27) 22-05-2010 t/m 29-05-2010 Hitnotering (Week 28) 19-06-2010 | Hitnotering: Week 1 t/m 23) 14-11-2009 t/m 17-04-2010 Hitnotering: (Week 24 t/m 25) 01-05-2010 t/m 08-05-2010 Hitnotering: (Week 26 t/m 27) 22-05-2010 t/m 29-05-2010 Hitnotering (Week 28) 19-06-2010 | Hitnotering: Week 1 t/m 23) 14-11-2009 t/m 17-04-2010 Hitnotering: (Week 24 t/m 25) 01-05-2010 t/m 08-05-2010 Hitnotering: (Week 26 t/m 27) 22-05-2010 t/m 29-05-2010 Hitnotering (Week 28) 19-06-2010 | Hitnotering: Week 1 t/m 23) 14-11-2009 t/m 17-04-2010 Hitnotering: (Week 24 t/m 25) 01-05-2010 t/m 08-05-2010 Hitnotering: (Week 26 t/m 27) 22-05-2010 t/m 29-05-2010 Hitnotering (Week 28) 19-06-2010 | Hitnotering: Week 1 t/m 23) 14-11-2009 t/m 17-04-2010 Hitnotering: (Week 24 t/m 25) 01-05-2010 t/m 08-05-2010 Hitnotering: (Week 26 t/m 27) 22-05-2010 t/m 29-05-2010 Hitnotering (Week 28) 19-06-2010 | Hitnotering: Week 1 t/m 23) 14-11-2009 t/m 17-04-2010 Hitnotering: (Week 24 t/m 25) 01-05-2010 t/m 08-05-2010 Hitnotering: (Week 26 t/m 27) 22-05-2010 t/m 29-05-2010 Hitnotering (Week 28) 19-06-2010 | Hitnotering: Week 1 t/m 23) 14-11-2009 t/m 17-04-2010 Hitnotering: (Week 24 t/m 25) 01-05-2010 t/m 08-05-2010 Hitnotering: (Week 26 t/m 27) 22-05-2010 t/m 29-05-2010 Hitnotering (Week 28) 19-06-2010 | Hitnotering: Week 1 t/m 23) 14-11-2009 t/m 17-04-2010 Hitnotering: (Week 24 t/m 25) 01-05-2010 t/m 08-05-2010 Hitnotering: (Week 26 t/m 27) 22-05-2010 t/m 29-05-2010 Hitnotering (Week 28) 19-06-2010 | Hitnotering: Week 1 t/m 23) 14-11-2009 t/m 17-04-2010 Hitnotering: (Week 24 t/m 25) 01-05-2010 t/m 08-05-2010 Hitnotering: (Week 26 t/m 27) 22-05-2010 t/m 29-05-2010 Hitnotering (Week 28) 19-06-2010 | Hitnotering: Week 1 t/m 23) 14-11-2009 t/m 17-04-2010 Hitnotering: (Week 24 t/m 25) 01-05-2010 t/m 08-05-2010 Hitnotering: (Week 26 t/m 27) 22-05-2010 t/m 29-05-2010 Hitnotering (Week 28) 19-06-2010 | Hitnotering: Week 1 t/m 23) 14-11-2009 t/m 17-04-2010 Hitnotering: (Week 24 t/m 25) 01-05-2010 t/m 08-05-2010 Hitnotering: (Week 26 t/m 27) 22-05-2010 t/m 29-05-2010 Hitnotering (Week 28) 19-06-2010 |
| Week | 1 | 2 | 3 | 4 | 5 | 6 | 7 | 8 | 9 | 10 | 11 | 12 | 13 | 14 | 15 | 16 |
| --- | --- | --- | --- | --- | --- | --- | --- | --- | --- | --- | --- | --- | --- | --- | --- | --- |
| Nummer | 18 | 5 | 4 | 3 | 2 | 2 | 4 | 10 | 6 | 7 | 7 | 8 | 12 | 11 | 15 | 15 |
| Week | 17 | 18 | 19 | 20 | 21 | 22 | 23 | | 24 | 25 | | 26 | 27 | | 28 | |
| Nummer | 20 | 25 | 25 | 36 | 37 | 37 | 44 | uit | 47 | 49 | uit | 44 | 37 | uit | 49 | uit |

### NPO Radio 2 Top 2000
| Nummer met noteringen in de NPO Radio 2 Top 2000 | '11 | '12 | '13  | '14  | '15  | '16  | '17  | '18  | '19  | '20  | '21  | '22  | '23  | '24  |
| ------------------------------------------------ | --- | --- | ---- | ---- | ---- | ---- | ---- | ---- | ---- | ---- | ---- | ---- | ---- | ---- |
| Bad Romance                                      | 676 | 903 | 1056 | 1545 | 1540 | 1617 | 1515 | 1125 | 1366 | 1322 | 1394 | 1142 | 1272 | 1119 |

1. ↑  Een vetgedrukt getal geeft de hoogste notering aan.
2. ↑  2011 was het eerste jaar met een notering voor dit nummer.